# Newark Bulldogs
Die Newark Bulldogs waren eine kanadische Eishockeymannschaft aus Newark, New Jersey. Die Mannschaft spielte von in der Saison 1928/29 in der Canadian-American Hockey League.

## Geschichte
Das Franchise der Castors de Québec aus der Canadian-American Hockey League wurde 1928 nach Newark, New Jersey, umgesiedelt und in Newark Bulldogs umbenannt. In der Saison 1928/29 belegte die Mannschaft den fünften von sechs Plätzen und verpasste die Playoffs. Anschließend stellte die Mannschaft bereits wieder den Spielbetrieb ein.